# 2010 en jeu
Chronologie du jeu
- 2006
- 2007
- 2008
- 2009
- 2010
- 2011
- 2012
- 2013
- 2014

Cet article présente les faits marquants de l'année 2010 concernant le jeu.

## Événements

### Compétitions
- 11 mai : à Sofia, l’Indien Viswanathan Anand remporte aux échecs le championnat du monde l’opposant au Bulgare Veselin Topalov et conserve ainsi son statut de champion.
- 22 août : le Français Gwen Maggi remporte le XXe championnat du monde de Diplomatie à La Haye devant l'Allemand Igor Kurt et le Français Xavier Blanchot.
- 19 septembre : le Néerlandais Erwin Pauëlsen remporte le VIIIe championnat du monde des Colons de Catane à Leibertingen.
- Octobre : l’Allemand Ralph Querfurth remporte le Ve championnat du monde de Carcassonne à Essen.
- 13 novembre : le Japonais Yusuke Takanashi remporte le XXXIVe championnat du monde d’Othello à Rome.
- 12 décembre : le Français Fabien Loreau remporte le XXVIe Championnat de France de Diplomatie à Paris devant ses compatriotes Philippe Dumay et Emmanuel du Pontavice[1].

## Économie du jeu
- Août : reparution du journal Casus Belli (Casus Belli Presse), n°1 de la troisième époque.

## Sorties
- Apocalypse World, D. Vincent Baker (en), Lumpley Games (en)

## Récompenses
| Récompense            | Jeu         | Auteur(s)          | Éditeur(s)     |
| --------------------- | ----------- | ------------------ | -------------- |
| Games Magazine Awards | Small World | Philippe Keyaerts  | Days of Wonder |
| Spiel des Jahres      | Dixit       | Jean-Louis Roubira | Libellud       |